# Євдошенко Дмитро Андрійович
Дмитро Андрійович Євдошенко (26 січня 1993) — український самбіст і дзюдоїст, чемпіон України із самбо, призер світових і континентальних першостей із самбо, майстер спорту України міжнародного класу.

## Біографія
Народився у місті Харків, батько — Андрій Вікторович — працівник житлово-комунального господарства. Займатися боротьбою розпочав у 2002 році.
Закінчив Інститут підвищення кваліфікації педагогічних працівників і менеджменту освіти Харківського національного педагогічного університету імені Григорія Сковороди.